# Valério Arcary
Valerio Arcary é um professor universitário, historiador marxista e político brasileiro.

## Biografia
Valerio Arcary nasceu na cidade do Rio de Janeiro. Viveu em Lisboa e Paris entre 1966 e 1978 e, desde então, estabeleceu-se na cidade de São Paulo. 
Quando viveu na Europa, estudou sociologia na Universidade Paris X - Nanterre, em 1974, e história na  Universidade "clássica" de Lisboa entre 1975 a 1978.
Foi militante estudantil durante a Revolução Portuguesa, eleito para a executiva nacional pró-UNEP por Lisboa. Voltando ao Brasil em agosto 1978, uniu-se à Convergência Socialista e participou da greve dos metalúrgicos de Osasco. Participou do Congresso de Reconstrução da UNE de Salvador em 1979. Esteve presente na fundação do PT em 1980 e da CUT em 1983. Foi secretário-geral da CUT regional São Paulo em 1985, eleito para o Diretório Nacional do Partido dos Trabalhadores em 1987 e para a Executiva Nacional em 1989. Trabalhou como professor na rede estadual de ensino do Estado de São Paulo entre 1983 e 1989.
Concluiu sua formação universitária no Brasil, obtendo a graduação e licenciatura em História pela Pontifícia Universidade Católica de São Paulo em 1988 e o doutorado em História Social pela Universidade de São Paulo em 2000.
Ele é ex-militante da tendência Convergência socialista (1978/1994) e foi membro da Executiva Nacional do PT até 1992.
Após a saída das tendências (ex. Convergência Socialista) do PT que deram origem ao PSTU, partido no qual ele foi fundador e seu primeiro  presidente nacional entre os anos de 1994 a 1998.
Foi reconhecido pela Comissão de Anistia do Ministério da Justiça brasileiro como anistiado político em 2013.
Desde 2016, foi fundador do MAIS - Movimento Por Uma Alternativa Independente e Socialista, uma ruptura nacional do PSTU que em 2018 se unificou com a tendência NOS (Nova Organização Socialista) dando origem à Resistência, uma corrente interna do PSOL.
Atualmente, ele é professor titular aposentado do IFSP (Instituto Federal de Educação, Ciência e Tecnologia de São Paulo) onde trabalhou entre 1988 e 2014. 
Profícuo escritor, é autor de diversas obras de historiografia sob o olhar marxista, tais como As esquinas perigosas da História - Situações revolucionárias em perspectiva marxista (2004, prefácio de César Benjamin), uma adaptação do último capítulo de sua tese de doutorado, bem como de O encontro da revolução com a História (2007), Um reformismo quase sem reformas (2011), e O martelo da história (2016). Também, colaborou com capítulos em trinta livros coletivos, escreveu prefácios em outros sete, e publicou cinquenta e cinco artigos em revistas especializadas.

## Obras
- As esquinas perigosas da História - Situações revolucionárias em perspectiva marxista. Ed. Xamã, São Paulo, 2004.
- O encontro da revolução com a História. Editora Sundermann e Xamã, São Paulo, 2006.
- Um reformismo quase sem reformas. Editora Sundermann. São Paulo 2011.
- O martelo da história, Editora Sundermann. São Paulo, 2016.